# DLX
DLX — учебная 32-битная конвейерная микропроцессорная RISC-архитектура, разработанная Джоном Хеннесси и Дэвидом Паттерсоном (архитекторами архитектур MIPS и Berkeley RISC соответственно). DLX является упрощенным MIPS и имеет архитектуру load/store. Предназначен, в основном, для обучения и широко используется в университетских курсах по архитектуре компьютеров.
Инструкции DLX кодируются в 32 бита и делятся на 3 типа: R, I, J. R-инструкции работают только над регистрами, в них кодируется три номера регистров. I-инструкции кодируют 2 регистра и имеют 16 битную константу (immediate). J-инструкции являются инструкциями перехода и содержат 26-битный адрес.
Опкоды шестибитные, таким образом возможно 64 базовые инструкции. Для выбора одного из 32 регистров требуется 5 бит. Для инструкции R-типа это означает, что из 32 бит машинного слова используется лишь 21 бит, поэтому в оставшихся 6 битах могут быть закодированы расширенные инструкции (они также могут работать лишь с регистрами). Они полезны для реализации таких блоков как FPU.
DLX, так же как и MIPS использует конвейер, состоящий из 5 стадий:
- IF — получение инструкции (англ. Instruction Fetch);
- ID — декодирование инструкции (англ. Instruction Decode);
- EX — выполнение (англ. Execute);
- MEM — доступ к памяти (англ. Memory access);
- WB — запись в регистр (англ. Writeback);